# Juan Gaspar Enríquez de Cabrera y Sandoval
Juan Gaspar Enríquez de Cabrera (Madrid (Castella), 10 de juliol, 1625 - Idem. 15 de setembre, 1691) va ser X almirall de Castella, VI duc de Medina de Rioseco i VIII comte de Melgar. Va pertànyer a l'important llinatge dels Enríquez.
Va tenir per mestre i padrí el cèlebre Tomás Tamayo de Vargas, qui li va imposar a les ciències i especialment a la poesia; va ser a més, hàbil pintor i escultor, deixant abundants mostres d'això a casa seva, als jardins dels quals es van trobar vestigis de fonts, estàtues i altres obres artístiques tot a causa del cisell del duc. També al convent anomenat de Sant Pasqual, de religioses franciscanes descalces, que es va fundar el 1683, es troben algunes de les seves produccions artístiques.
El 1638 va apadrinar la infanta Maria; el 1647, per mort del seu pare Joan Alfons, el va succeir a casa seva i encomienda de Piedrabuena, en l'ordre d'Alcántara i en els altres títols i preeminències vinculades a la família Enriquez: va ser gentilhome de cambra dels reis Felip V i Carles II, i aquest últim el va fer conseller d'Estat i el seu cavallerís major. Muntava a cavall amb gran habilitat i gentilesa i rejoneaba un toro amb mestratge, sense oblidar per això les arts polítiques.
Va deixar escrites unes notables memòries a les seves Fragmentos del ocio (1683), a les que hi afegí dues Representaciones, una al rei Felip IV i una altra a la reina Maria Anna d'Àustria, i unes Reglas para torear ó arte de poner rejoncillos.
Casà amb la germana del marquès de Villafranca na Elvira de Toledo i Ponce de León, del qual matrimoni van néixer tres fills, dels que el fill gran, Juan Tomás, fou l'últim almirall de Castella.